# Anna-Lisa Thomson

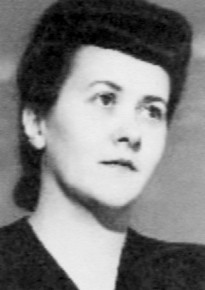
Anna-Lisa Thomson, ca. 1950

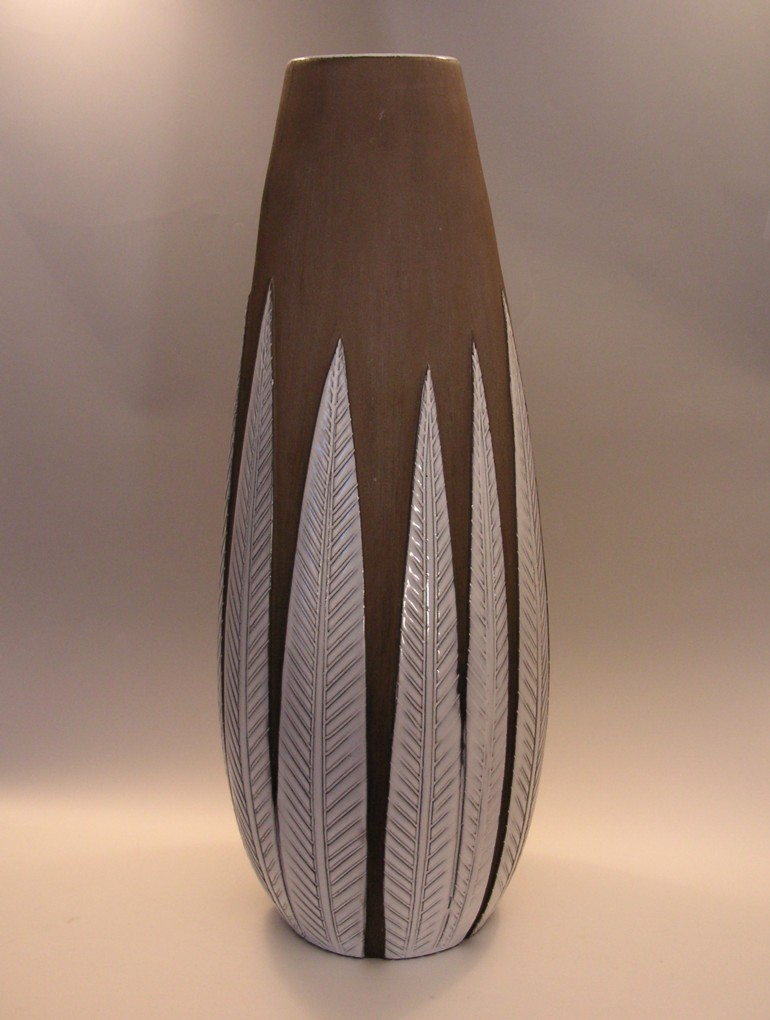
Anna-Lisa Thomsons Paprika (1948)

Anna-Lisa Thomson (* 20. September 1905 in Karlskrona; † 12. Februar 1952 in Uppsala) war eine schwedische Malerin, Illustratorin und Keramikerin.
Anna-Lisa Thomson bekam ihre Ausbildung an der Kunsthochschule Konstfack in Stockholm. Als eine der ersten Künstlerinnen mit fester Anstellung fing sie direkt nach ihrer Ausbildung bei der Manufaktur S:t Eriks Lervarufabrik in Uppsala an, nach zwei Jahren war sie künstlerische Leiterin des Unternehmens. In der Mitte der 1930er Jahre kam sie zur Porzellanmanufaktur Upsala-Ekeby, wo sie zusammen mit Sven Erik Skawonius und Vicke Lindstrand die keramische Richtung der Firma verändern sollte. Thomsons und Skawonius Ziergegenstände aus Porzellan bekamen viele internationale Preise, u. a. in Paris 1937 und New York 1939.
Eine von Thomsons bekanntesten Arbeiten waren die Vasen der Serie Paprika von 1948, die in vielen verschiedenen Formen und Größen hergestellt und noch weit bis in die 1960er Jahre hinein produziert wurden. Paprika bestand aus einer Kombination von schwarzem, groben Lehm mit blanker, weißer oder gelber Glasur. Das war neu für diese Zeit. Thomsons Arbeiten hoben sich durch die einfachen, reinen Formen hervor, die Motive waren oft Reliefmuster aus dem Pflanzenreich.
Anna-Lisa Thomson war auch eine begabte Malerin. Ihre Werke waren naivistisch, naturinspiriert und farbenfroh. Als sie Ende der 1940er Jahre an Brustkrebs erkrankte, wurden ihre Motive gedämpft, träumerisch und angstgeladen. 1952 verstarb sie an ihrer Krankheit. Die Gedichtsammlung Eko av dagens ljusa klang (Echo des Tages hellen Klanges) beinhaltet Illustrationen von Anna-Lisa Thomson. Das Buch wurde 1953 postum herausgegeben.
| Personendaten    | Personendaten                                      |
| ---------------- | -------------------------------------------------- |
| NAME             | Thomson, Anna-Lisa                                 |
| KURZBESCHREIBUNG | schwedische Malerin, Illustratorin und Keramikerin |
| GEBURTSDATUM     | 20. September 1905                                 |
| GEBURTSORT       | Karlskrona                                         |
| STERBEDATUM      | 12. Februar 1952                                   |
| STERBEORT        | Uppsala                                            |